# Michel Azama
Michel Azama (* 1947 Villelongue-de-la-Salanque) je francouzský spisovatel, divadelní publicista, překladatel a dramatik.
Je šéfredaktorem časopisu Les Cahiers de Prospero. Jeho divadelní díla jsou překládána do mnoha jazyků. Sám své texty překládá do španělštiny.

## Dílo
- Bled, 1984
- Vie et mort de Pier Paolo Pasolini, 1984
- Le Sas, 1988
- Croisades, 1989
- Iphigénie ou le Péché des dieux, 1991
- Aztèques, 1992
- Les deux terres d’Akhenaton, 1994
- Zoo de nuit, 1997
- Faits divers, 1998
- Saintes Familles, 2002.